# Seseli vaillantii
Seseli vaillantii är en flockblommig växtart som beskrevs av H.Boissieu. Seseli vaillantii ingår i släktet säfferötter, och familjen flockblommiga växter. Inga underarter finns listade i Catalogue of Life.